# Фейрдейл (Північна Дакота)
Фейрдейл (англ. Fairdale) — місто (англ. city) в США, в окрузі Волш штату Північна Дакота. Населення — 30 осіб (2020).

## Географія
Фейрдейл розташований за координатами 48°29′24″ пн. ш. 98°13′52″ зх. д. / 48.49000° пн. ш. 98.23111° зх. д. (48.489944, -98.231112).  За даними Бюро перепису населення США в 2010 році місто мало площу 0,80 км², уся площа — суходіл.

## Демографія
Згідно з переписом 2010 року, у місті мешкало 38 осіб у 19 домогосподарствах у складі 11 родини. Густота населення становила 48 осіб/км².  Було 33 помешкання (41/км²).
Расовий склад населення:
| - 92,1 % — білих - 2,6 % — азіатів - 5,3 % — осіб інших рас |

До двох чи більше рас належало 0,0 %. Частка іспаномовних становила 5,3 % від усіх жителів.
За віковим діапазоном населення розподілялося таким чином: 10,5 % — особи молодші 18 років, 52,7 % — особи у віці 18—64 років, 36,8 % — особи у віці 65 років та старші. Медіана віку мешканця становила 56,5 року. На 100 осіб жіночої статі у місті припадало 171,4 чоловіків;  на 100 жінок у віці від 18 років та старших — 142,9 чоловіків також старших 18 років.
Середній дохід на одне домашнє господарство  становив 62 215 доларів США (медіана — 45 625), а середній дохід на одну сім'ю — 81 313 долари (медіана — 73 750). За межею бідності перебувало 28,1 % осіб, у тому числі 75,0 % дітей у віці до 18 років та 11,1 % осіб у віці 65 років та старших.
Цивільне працевлаштоване населення становило 14 осіб. Основні галузі зайнятості: транспорт — 21,4 %, виробництво — 21,4 %, мистецтво, розваги та відпочинок — 21,4 %.